# NICKEY & THE WARRIORS
NICKEY&THE WARRIORS（ニッキー・アンド・ザ・ウォーリアーズ）は日本のパンク・ロックバンド。1984年、KEIGOを中心に「ロード・ウォーリアーズ」として結成。6月にNICKEYがボーカルとして加入して現在の名前に改名。

## メンバー
- NICKEY（ボーカル）1986年-
- 福本 勝治 （ベース）THE LEATHERS,ザ・ナカスギロックス
- 東川 元則（ドラム）2013年- 元シーナ&ザ・ロケッツ ,赤と黒。現在療養中。
- サポート
  - 大口 知彦（ギター、The STRUMMERS,HOT AND COOL）2020年-
  - 牟田 昌広（ドラム、現THE STREET BEATS,元SADS）2019年-

## 元メンバー
ギター
- TAKI（ギター）1984年、ギャルズアタッチメント、ROAD WARRIORS、1986年から数年間THE ZOLGEで活動。
- オノチン（ギター）1984年、元THE RYDERS、現JET BOYS、オナニーマシーン
- CAT（ギター）1986年3月-1987年9月,2000年代、元ANTI、THE ZETT、KOOL RODZ
- RED（ギター）1990-1992?　元安泰ガバメンツ
- ROKU（ギター）1992-1993年　元MACHINE GUN
- 本間"RAT"章浩（ギター）2008年-2020年 King Biscuit Time
- CROSS（ギター/THE LEATHERS）2012年サポート参加
- 榊原秀樹（ギター/De+LAX）2019-2020年サポート参加

ベース
- JACK（ベース）1984-1987年（現在名"WANG-TANG"）元MOHAWKS、BAWS、LAUGHIN' NOSE
- シンイチ（ベース）1980年後半 元THE POGO、THE ZETT
- イサオ（ベース）1990-2012年（2000年代も"GUN"名義で在籍）元桜花
- G-PUNK（ベース）2013年-2017年

ドラム
- TATSUYA（ドラム）1984年 元BLANKEY JET CITY、MASTURBATION他
- KEIGO（ボーカル→ドラム）1984-1993 元ENORA GAY、AXE BOMBER、ザ・スターリン、G-ZET、THE STAR CLUB
- KAZUO（ドラム）2004-2012年 元ローディー　現TRASH
- 魔太朗（ドラム）2018-2020年　サポート参加

## ディスコグラフィー

### シングル
1. GO TO HELL（1985年）ROAD WARRIORS名義。NICKEYのクレジットがあるがvoはKEIGO
2. BORN THE RIDE（1986年5月20日）
3. WILD CHERRY（1986年8月21日）モモヨ（リザード）プロデュース
4. NO PRESENCE（1986年12月18日）遠藤ミチロウプロデュース

### アルバム
1. DREAMS（1987年7月25日）
2. GOD SAVE THE NICKEY（1991年11月）(2016年8月25日)
3. 1992（1995年）
4. I LOVE WARRIORS 1986-1987（2004年11月6日）
5. DO I LOVE YOU?（2004年11月20日）
6. in my Heart（2011年11月9日）
7. Talks to Rainbows(2018年8月22日）
8. ONE FROM THE HEART(2019年11月20日）

### ビデオ
1. NICKEY & THE WARRIORS LIVE（1987年9月24日）全12曲30分
HURRY UP
ARE YOU READY
シティー・ボーイ
S・M・F
I WANNA BE YOURSELF
S・O・S
POWER AND GLORY
I DON'T CARE
BORN TO RIDE
CAT SONG
GOOD NIGHT BABY
WILD CHERRY

### DVD
1. HURRY UP & RIDE（2013年）

### 参加作品
1. THE INDIES LIVE SELECTION 86to87（1987年）オムニバス
BORN TO RIDE
2. VOS 第40号（1991年）ビデオ
I WANNA BE YOURSELF
DANCE
3. THE STAR CLUB 傷だらけの天使達1991（1991年）ビデオ
BORN TO RIDE
4. UP RISING（1993年3月24日）オムニバス
SWEET SOLDIER
I LOVE YOU

### NICKEYソロ
1. KISS AND RUN（1993年3月）
2. MIGHTY ANGEL（1995年）
3. PURE MINDS（1995年）
4. A TASTE OF HONEY（2013年7月3日）
5. あたしのとりこ〜Tout Tentraine〜all time best 1985~2013〜(2019年11月20日）